# Roepera
- Commons
- Wikispecies

Roepera é um género botânico pertencente à família Zygophyllaceae.

## Espécies
- Roepera aurantiaca
- Roepera billardieri
- Roepera buxifolia
- Roepera fabagifolia
- Roepera fruticulosa
- Roepera latifolia

1. ↑  «Roepera — World Flora Online». www.worldfloraonline.org. Consultado em 19 de agosto de 2020